# Daisuke Hirose
Daisuke Hirose (廣瀬 大介 Hirose Daisuke?,  Tokio, Japón, 3 de junio de 1991) es un actor, cantante y seiyū japonés, afiliado a Kekke Corporation.

## Biografía
Hirose nació el 3 de junio de 1991 en la ciudad de Tokio, Japón, como el menor de tres hermanos. En 2009, se unió a la agencia Main Cast Corporation y debutó en como actor en 2010 con el musical Manatsu no Yoru no Yume, donde interpretó a Demetrio. Tras su debut, ha aparecido principalmente en musicales y obras de teatro.
El 24 de diciembre de 2011, Hirose debutó como cantante con un sencillo titulado Aquarium y un miniálbum, Time Capsule. En 2012, debutó como seiyū con un rol secundario en la serie de anime Lychee Light Club. En 2017, Hirose le dio voz a Leonhard von Glanzreich en Ōshitsu Kyōshi Haine, siendo este su primer papel principal.
Hirose abandonó Main Cast Corporation el 31 de enero de 2017 y se unió a Kekke Corporation el 1 de febrero del mismo año.

## Filmografía

### Teatro
- Manatsu no Yoru no Yume (2010, Move Town Shop) como Demetrio
- The Prince of Tennis (2011-14) como Atsushi Kisarazu / Ryō Kisarazu
- Chorus Bravo (2012, CBGK Shibugeki!!) como Príncipe Leonardo Young
- Hakuōki (2012-15) como Okita Sōji
- Ginga Eiyū Densetsu Kagayaku Hoshi Yami o Saite (2012, Foro Internacional de Tokio) como Willem Holland
- Lychee Light Club (2012-13, TKinokuniya Hall/AiiA Theater Tokyo) como Kaneda
- Miyamoto Musashi ~Ganryūjima notatakai~ (2013, Nihonbashi Auditorium)
- Mama to Bokutachi (2013, AiiA Theater Tokyo) como Rich
- abc★Akasaka Boys Cabaret (2013, TBS Akasaka ACT Theater) como Yūta Sakuragi
- Rapunzel (2013, Harmonic Hall) como Noir
- Legend of the Galactic Heroes (2013, Foro Internacional de Tokio) como Willem Holland
- Love Chase!! (2014, Theatre Creation)
- Messiah (2014-15, Rikkōkai) como Hayato Yūri
- The Haunted Apartment (2015, Theatre Creation) como Inayama
- Shippo no naka matachi 4 (2015, Space Zero)
- Ace Attorney (2015, Haiyuza Theater/ABC Hall) como Shingo Ōtarō
- Hetalia: Axis Powers (2015-18, 21, 23, Sunshine Theatre) como Inglaterra[6][7][8][9][10][11]
- Tegami (2016) como Yūsuke Terao
- Touken Ranbu (2016-17) como Ichigo Isshin
- Taishō roman tantei Tan ~Kimikage kusa no sekkei-sho~ (2016, Tokyo Metropolitan Art Space) como Jun Nanzawa[12]
- Tales of Festival (2017, Yokohama Arena) como Aslan Frings[13]
- Ōshitsu Kyōshi Haine (2017, 19) como Leonhard von Glanzreich[14][15]

### Televisión
- Tumbling (2010, TBS) como Estudiante
- Aibō (2013, TV Asahi) como Keiichi Yoshikawa
- Messiah Project (2015, Tokyo MX) como Hayato Yūri

### Películas
- Fumi dai Shokudō (2013) como Kawakami
- Gewalt (2013) como Ginji Hashimoto
- Graffiti!! (2014) como Tomohide
- Fair Trade Boy (2014) como Tamotsu
- Messiah: Shinku no Fumi (2015) como Hayato Yūri
- Sazanami Ripples (2017) como Ryō Kazama

### Anime
- Lychee Light Club (2012) como Kaneda
- Ōshitsu Kyōshi Haine (2017) como Leonhard von Glanzreich[16]

### Videojuegos
- Project Sekai: Colorful Stage! feat. Hatsune Miku (2020) como Tsukasa Tenma